# パタンナー
パターン・メーカー（英語:pattern maker、フランス語:modelist、イタリア語:modellista）あるいは和製英語でパタンナーとは、ファッションデザイナーのイメージしたデザイン画を元にアパレル・ファッション分野の型紙（＝パターン、英:pattern）を作ること（型紙の適切な線を決定し「引く」こと）を専門とする人を指す。

## 役割と地位
MD（マーチャンダイザー）プランに基づき、デザイナー、パタンナー、生産スタッフが加わって素材・色・シルエットなどのマスタープランを決め、それを基にデザイナーがデザイン画を決定する。パタンナーはデザイン画の実現性を検討し、デザイナーと協力してパターンの制作を行う。
企業ではそれぞれにチーフパタンナー、チーフデザイナーのポジションが用意されている。パタンナーの技量が、デサイナーの技量同様に、ブランドの盛衰を左右する。そのため、しばしばブランド間で引き抜き合戦が行わる。
フランス・アメリカ合衆国・イギリスにおいてパターンメーカー（パタンナー）とファッションデサイナーは対等の関係にある。ただし、日本国内では「ファッションデザイナーのアシスタント的ポジション」との偏見を持たれがちである（イタリアもほぼ同様の状態）。
なお、デザイナーはヨーロッパでは、フランス語では couturier（クチュリエ）、イタリア語ではstilista（スティリスタ）と呼び、パターン・メーカー（modelistやmodellista）とは区別されている。